# Vasember (anime)
A Vasember (アイアンマン; Aian Man; Iron Man) japán animesorozat. A Marvel Entertainment és a Madhouse együttműködésével készült a Marvel Anime sorozat első tagjaként. A 12 részes sorozatot Japánban 2010. október 1. és december 17. között az Animax vetítette. Egy ízelítő már 2010. szeptember 25-én látható volt az Animaxen. Az Egyesült Államokban a G4 televízióadó kezdte meg a vetítését 2011. július 29-én, de az érdeklődők már 2011. július 23-án, a San Diegó-i Comic-Conon is belepillanthattak az első epizódba. DVD-n 2012. április 24-én jelent meg az Államokban. A sorozat folytatása, a Vasember – Technovore ébredése film 2013. április 16-án vált elérhetővé DVD-n és Blu-ray lemezen.
Magyarországon 2011. április 5. és május 10. között szintén az Animax sugározta.

## Cselekmény
Tony Stark, a Vasember Japánba utazik, hogy egy új ARK reaktorállomást helyezzen üzembe és bemutassa a Vasember Dio-t, egy új prototípus páncélt, ami átveheti helyét, miután visszavonul. A Vasember Dio azonban irányíthatatlanná válik és egy Zodiákus nevű terrorszervezet kezébe kerül, amelynek célpontja lesz a Vasember és az ARK állomás. Tony Starknak szembe kell néznie sötétebb múltjával, amikor fegyvergyártásból élt és ezzel közvetve ártatlanok halálát okozta. Vasembernek segítségére lesz Tanaka Csika az ARK állomáson dolgozó tudósnő, Szakurai Nagato kapitány a Japán Önvédelmi Haderőtől, aki a Ramon Zero páncélt viseli, és folyton a nyomában lesz két újságíró, Óta Nanami és Maszuda Icsiró. Vasember hamarosan szembesül azzal is, hogy halottnak hitt régi barátja, Ho Yinsen, akinek az életét köszönheti és akinek megígérte „halála” előtt, hogy a békéért fog harcolni, a Vasember Dio páncélt viseli és a Zodiákus céljaiért küzd.

## Szereplők
| Szereplő                              | Japán hang                                        | Angol hang                                              | Magyar hang                       |
| ------------------------------------- | ------------------------------------------------- | ------------------------------------------------------- | --------------------------------- |
| Tony Stark / Vasember                 | Fudzsivara Keidzsi                                | Adrian Pasdar                                           | Fekete Ernő                       |
| Ho Yinsen / Vasember Dio              | Hirata Hiroaki                                    | Kyle Hebert                                             | Sipos Imre                        |
| Dr. Tanaka Csika                      | Honda Takako                                      | Laura Bailey                                            | Nemes Takách Kata                 |
| Kuroda védelmi miniszter / Raszecu    | Isizuka Unsó                                      | Neil Kaplan                                             | Zöld Csaba                        |
| Óta Nanami                            | Itó Sizuka                                        | Eden Riegel                                             | Molnár Ilona                      |
| Pepper Potts                          | Oka Hiroe                                         | Cindy Robinson                                          | Major Melinda                     |
| Szakurai Nagato kapitány / Ramon Zero | Jamanoi Dzsin                                     | Travis Willingham                                       | Molnár Levente                    |
| Maszuda Icsiró                        | Simura Tomojuki                                   | Benjamin Diskin                                         | Moser Károly                      |
| Nomura főszerkesztő                   | Fukumacu Sinja                                    | Daran Norris                                            | Papucsek Vilmos                   |
| Skorpió                               | N/A                                               | Kyle Hebert                                             | N/A                               |
| Cancer (2. ep.)                       | Kasze Jaszujuki                                   | N/A                                                     | N/A                               |
| Logan / Rozsomák (4. ep.)             | Kojama Rikija                                     | Milo Ventimiglia                                        | Sinkovits-Vitay András            |
| Óno professzor (3. ep.)               | N/A                                               | Troy Baker                                              | Imre István                       |
| Szakamoto professzor (3. ep.)         | N/A                                               | N/A                                                     | Bardóczy Attila                   |
| Kavasima (4. ep.)                     | Szakagucsi Súhei                                  | Roger Craig Smith                                       | Molnár Levente                    |
| Shou (6. ep.)                         | Szuzumura Kenicsi (felnőtt) Hirohasi Rjó (gyerek) | Michael Sinterniklaas (felnőtt) Cindy Robinson (gyerek) | ? (felnőtt) Bogdán Gergő (gyerek) |
| Maria, Shou anyja (6. ep.)            | Kuvasima Hóko                                     | Kirsten Potter                                          | Gazdik Katalin                    |
| Aki (8. ep.)                          | Inoue Marina                                      | Laura Bailey                                            | Pekár Adrienn                     |

## Zene
A Vasember nyitótémája az Activation, zárótémája pedig a The Fight Never Ends Takahasi Tecuja előadásában.

## Epizódok
| #  | Epizód címe | Első japán sugárzás | Első magyar sugárzás |
| -- | --- | ------------------- | -------------------- |
| 1  | A megérkezés Iron Man, Rainicsi (アイアンマン、来日; Aian Man, Rainicsi; Hepburn: Aian Man, Rainichi)                           | 2010. október 1.    | 2011. április 5.     |
| 2  | Az eltűnt plutónium nyomában Kieta kaku o oe (消えた核を追え)                                                                   | 2010. október 8.    | 2011. április 5.     |
| 3  | Az újraindított projekt Jomigaeru Project (蘇るプロジェクト; Jomigaeru Purodzsekuto; Hepburn: Yomigaeru Purojekuto)             | 2010. október 15.   | 2011. április 12.    |
| 4  | A viszontlátás Szaikai (再会; Hepburn: Saikai)                                                                                  | 2010. október 22.   | 2011. április 12.    |
| 5  | Veszélyben az ARK állomás Arc Station, Kanszen (アークステーション, 感染; Áku Szutéson, Kanszen; Hepburn: Āku Sutēshon, Kansen) | 2010. október 29.   | 2011. április 19.    |
| 6  | Digitális háború Dennó szenszen (電脳戦線; Hepburn: Dennō sensen)                                                               | 2010. november 5.   | 2011. április 19.    |
| 7  | Menekülés Dassucu (脱出; Hepburn: Dasshutsu)                                                                                    | 2010. november 12.  | 2011. április 26.    |
| 8  | A kislány Sódzso (少女; Hepburn: Shōjo)                                                                                         | 2010. november 19.  | 2011. április 26.    |
| 9  | Harc a Vasemberrel VS Iron Man (VSアイアンマン; Bászaszu Aian Man; Hepburn: Bāsasu Aian Man)                                    | 2010. november 26.  | 2011. május 3.       |
| 10 | Vasakarat Kótecu no issi (鋼鉄の意志; Hepburn: Kōtetsu no isshi)                                                                | 2010. december 3.   | 2011. május 3.       |
| 11 | Lehull a lepel Kuromaku (黒幕)                                                                                                  | 2010. december 10.  | 2011. május 10.      |
| 12 | Örök fény Eien no hikari (永遠の光)                                                                                             | 2010. december 17.  | 2011. május 10.      |